# 川島笠田町
川島笠田町（かわしまかさだまち）は、岐阜県各務原市の地名。現行行政町名は川島笠田町、及び川島笠田町一丁目から川島笠田町六丁目。

## 地理
各務原市の南西部の川島地区に位置する。川島地区の他の地域は木曽川本流の左岸及び南派川右岸に位置する（通称：川島本島）に対し、川島笠田町は単独の島であり、木曽川本流右岸及び北派川左岸に位置する
町域の東部は神置町、下中屋町（弥平島集落）、西部は羽島郡笠松町、南部は川島松原町、川島松倉町、川島渡町、川島北山町、北部は神置町、羽島郡笠松町に接する。
川島本島とは川島大橋、平成川島橋で、羽島郡笠松町とはもぐり橋で結ばれている。平時は北派川には水は流れていない（新境川を除く）ので、下中屋町とは陸続きになっているが、直接結ぶ道路は無い。
道路
- 東海北陸自動車道
- 県道180号松原芋島線
- 県道93号川島三輪線

### 小字
※明治後期から昭和初期に作成された「羽島郡川島村大字ごとの字地図」による
- 村南
- 村前
- 村中
- 禰宜山
- 禰左瀬
- 仙田野
- 北仙田野
- 片崎
- 向野
- 小屋場東
- 西ノ棚
- 十六割

## 歴史
江戸時代は羽栗郡笠田島村であったが、元禄年間の頃から笠田村に改称、旗本坪内氏領であった。また、羽栗郡円城寺村の枝村の小屋場島村（現在の笠田町5・6丁目、及び河川環境楽園付近）は尾張藩領であった。
1875年（明治8年）小屋場島は栗木村に編入されるが、同年に栗木村は円城寺村に編入れたため、小屋場島は円城寺村字小屋場となる。
1889年（明治22年）7月1日に松倉村、河田島村、笠田村、小網島村、松原島村の5ヶ村が合併し川島村が成立。大字笠田となる。1890年（明治23年）1月に円城寺村字小屋場島は川島村に編入され、川島村大字松原島字嘉左エ門島（嘉左衛門島）の一部となる。
大正時代の木曽川上流改修工事により大字笠田島と大字松原島の間に木曽川本流が開削され、川島村は笠田島と川島本島の2島となる。木曽川本流ができたことで川島本島とは渡し船（笠田渡船）が運航される。
1956年（昭和31年）10月1日に町制施行により川島町となると同時に笠田町に改称。同時に大字松原島北山分区の一部（旧・小屋場島）が笠田町に編入される。
1962年（昭和37年）に木曽川本流に川島大橋が完成。川島本島と結ばれ、笠田渡船と川島小学校笠田分校が廃止となる。
1969年（昭和44年）、笠田町の西部を農地とすることを目的として笠田土地改良区整理組合が設立され、翌年に20.7haが区画整理される。この区画整理された地区を中心として1982年（昭和57年）に笠田町1から6丁目が成立。
2004年（平成16年）11月1日、川島町が各務原市に編入されると同時に川島笠田町に改称する。

## 世帯数と人口
2024年（令和6年）10月1日現在の世帯数と人口は以下の通りである。
| 丁目             | 世帯数  | 人口  |
| ---------------- | ------- | ----- |
| 川島笠田町       | 153世帯 | 422人 |
| 川島笠田町一丁目 | 16世帯  | 38人  |
| 川島笠田町二丁目 | 25世帯  | 68人  |
| 川島笠田町三丁目 | 10世帯  | 22人  |
| 川島笠田町四丁目 | 17世帯  | 52人  |
| 川島笠田町五丁目 | 27世帯  | 63人  |
| 川島笠田町六丁目 | 5世帯   | 16人  |
| 計               | 253世帯 | 681人 |

## 小・中学校の学区
市立小・中学校に通う場合、学区は以下の通りとなる。
| 番・番地等 | 小学校               | 中学校               |
| ---------- | -------------------- | -------------------- |
| 全域       | 各務原市立川島小学校 | 各務原市立川島中学校 |

## 交通
- 岐阜バス笠松川島線
- 各務原市ふれあいバス川島線

## 主な施設
- 笠田公民館
- 白鬚神社
- 東海北陸自動車道川島PA
- 河川環境楽園
  - 水辺共生体験館
  - 岐阜県水産研究所
  - 独立行政法人土木研究所自然共生研究センター
  - 木曽川水園
  - 自然発見館
  - アクア・トトぎふ
  - オアシスパーク
- かさだ広場
- 各務原アウトドアフィールド